# Bušince
Bušince (maďarsky Bussa) je obec v okrese Veľký Krtíš na jižním Slovensku. Nachází se v Ipeľské kotlině, části Jihoslovenské kotliny na pravém břehu řeky Ipeľ na maďarské hranici.

## Historie
Bušince jsou poprvé písemně zmiňovány v roce 1248 jako Busa a do 17. století patřily k panství hradu Divín, poté byly rozděleny mezi hrad Blauenstein v Modrém Kameni a hrad Divín. Ve středověku bylo hospodářství založeno na zemědělství a vinařství. Za tureckých válek obec chátrala a přes houževnatý odpor uherských obránců byla roku 1552 postoupena tureckému sandžaku Szécsény (do roku 1593). Do roku 1683 se však obec nacházela víceméně na frontě mezi Osmany a habsburskými Maďary, a proto byla pustá. V roce 1720 zde žilo 20 domácností, významnými majiteli byli Balassa, Koháry a Zichy. V roce 1828 zde bylo 86 domů a 836 obyvatel zaměstnaných v zemědělství.
Kvůli prvnímu vídeňskému arbitrážnímu nálezu byly Bušince v letech 1938 až 1944 součástí Maďarska.
Při sčítání lidu v roce 2011 žilo v Bušincích 1451 obyvatel, z toho 813 Slováků, 429 Maďarů, 112 Romů, osm Čechů a jeden Němec; čtyři obyvatelé byli z jiných etnických skupin. 84 obyvatel nepodalo žádné informace.

## Pamětihodnosti
- Římskokatolický kostel svatého Demetria, postavený v barokním stylu v roce 1789
- Barokní fara, z roku 1795
- Památník padlým ve druhé světové válce, z roku 1957